# Au pair (roman)
Au pair is een roman van de Nederlandse schrijver Willem Frederik Hermans, verschenen in 1989. Studente Pauline, een negentienjarig meisje uit Vlissingen van uitzonderlijke lengte, gaat naar Parijs om Frans en kunstgeschiedenis te studeren. Zij voorziet in haar onderhoud als au pair bij de welgestelde oud-generaal De Lune. Zij raakt betrokken bij de smokkel van een particulier vermogen, dat de generaal sinds de Tweede Wereldoorlog voor een gevluchte joodse familie beheerde, naar Zwitserland. De roman is een onrealistische vertelling, de onwaarschijnlijkheid van de gebeurtenissen wordt benadrukt door de vele verwijzingen naar sprookjesfiguren en fantastische literatuur als Alice's Adventures in Wonderland en Gullivers reizen.

## Ontstaansgeschiedenis
De auteur begon op 27 augustus 1983 aan de roman en voltooide die op 29 januari 1989.

## Inhoud
In 1984 studeert de 1 meter 92 lange Paulina uit Vlissingen in Parijs Frans en kunstgeschiedenis. Om dit te betalen, werkt zij als au pair bij De Lune, een gepensioneerde generaal die haar een ruime kamer en alle comfort biedt. Haar enige tegenprestatie is dat zij af en toe een gesprek met hem voert over de kunstenaar Constantin Guys, wiens werk hij verzamelt.
Zij maakt kennis met de zoons van de generaal, die bij hem inwonen. De oudste, Armand, is een mislukt dichter en de tweede zoon, Michel, is muzikant. Armand heeft een uitzonderlijk lange zoon, Édouard, die in de financiële wereld werkzaam is.
De generaal wordt gekweld door een moreel dilemma. In de oorlog heeft hij het beheer aanvaard van het vermogen van een joodse familie die voor de nazi's moest vluchten. Het kapitaal is door beleggingen fors toegenomen, maar deze familie is spoorloos verdwenen. De generaal twijfelt of hij het kapitaal moet blijven bestieren of overdragen aan de wettige erfgenaam van de familie, die SS-officier geweest is. De generaal wil het schenken aan een joodse organisatie in Israël. Het kapitaal is altijd buiten zicht van de Franse belastingdienst gebleven en Paulina is bereid om het illegaal naar Zwitserland te smokkelen.

## Structuur
De roman is opgebouwd uit 96, meestal korte, hoofdstukken. Hoofdstuk 5 is met acht regels het kortste en hoofdstuk 27 is met 25 bladzijden het langst. Omdat het tijdsverloop tussen de episoden niet altijd duidelijk is, lijkt de samenhang niet hecht, maar de structuur wordt verstevigd door literaire spiegeleffecten, zoals de twee ontmoetingen met een oudere Nederlandse man in de begin- en eindfase.

## Een onrealistische roman
Onderzoeker G.F.H. Raat typeert de roman als onrealistisch en eerder een droom dan werkelijkheid. De gebeurtenissen zijn vaak bizar en onwaarschijnlijk en Paulina heeft een dromerig karakter. De onrealistische aard van het verhaal wordt benadrukt door de talrijke verwijzingen naar sprookjesfiguren en fantasieverhalen, zoals Gullivers reizen van Jonathan Swift, Alice's Adventures in Wonderland van Lewis Carroll en de opera Orpheus en Eurydice van Christoph Willibald Gluck.

## Publicatiegeschiedenis
Op 14 december 1984 verscheen een fragment in NRC Handelsblad onder de titel 'Au pair. Kort verhaal'. Dit fragment komt overeen met de eerste zeven hoofdstukken van het boek.
Een Bij de notaris getiteld fragment verscheen in damesblad Elegance van juli 1987. Dit fragment is herkenbaar als de eerste acht bladzijden van hoofdstuk 57.
Op 11 augustus 1989 verscheen een fragment in NRC Handelsblad onder de titel Au pair. Dit fragment komt overeen met de tweede helft van hoofdstuk 10 en het gehele hoofdstuk 11 van het boek.